# Odalis Revé
Odalis Revé Jiménez (ur. 15 stycznia 1970 w Sagua de Tánamo) – kubańska judoczka.
Na Igrzyskach Olimpijskich w Barcelonie w 1992 zdobyła złoty medal w wadze średniej (do 66 kg), w finale pokonując Włoszkę Emanuelę Pierantozzi. Cztery lata później w Atlancie zajęła piąte miejsce. Do jej osiągnięć należą również cztery medale mistrzostw świata – dwa srebrne (Barcelona 1991 i Chiba 1995) oraz dwa brązowe (Belgrad 1989 i Hamilton 1993). Ma w swoim dorobku także dwa złote medale igrzysk panamerykańskich (Hawana 1991 i Mar del Plata 1995). Czterokrotnie wywalczyła złote medale mistrzostw panamerykańskich (1988, 1990, 1992, 1994). Sześciokrotnie była mistrzynią (1988, 1989, 1990, 1991, 1992, 1993, 1994) i raz wicemistrzynią Kuby (1995). 